# Vlatko Andonovski
Vlatko Andonovski (en macédonien : Влатко Андоновски), né le 14 septembre 1976 à Skopje, est un entraîneur américo-macédonien de football.

## Biographie

### Carrière de joueur
Vlatko Andonovski évolue dans les équipes de jeunes du Vardar Skopje. Il joue ensuite dans des clubs de première division macédonienne, notamment le Rabotnički, le Makedonija et le Vardar. Il dispute également la coupe de l'UEFA et la coupe Intertoto. Son père, son frère et ses oncles ont également été footballeurs professionnels en Macédoine du Nord.
En 2000, il est convaincu par un coéquipier de partir aux États-Unis pour jouer en MISL, un championnat de futsal, avec les Wings de Wichita. Il rejoint ensuite les Comets de Kansas City. Il est nommé meilleur joueur de MISL en 2005.

### Carrière d'entraîneur
Après avoir été entraîneur adjoint aux Comets du Missouri (nouveau nom des Comets de Kansas City) de 2010 à 2012, il est nommé entraîneur du FC Kansas City, une franchise féminine de NWSL en création appartenant au même propriétaire que les Comets du Missouri. Dès la saison 2014, il remporte le titre en NWSL, puis récidive l'année suivante.
En 2018, le FC Kansas City vend ses droits aux Royals de l'Utah, et Andonovski est recruté par le Reign FC. Après deux ans passés dans l'état de Washington, il est nommé sélectionneur des États-Unis, prenant la suite de Jill Ellis.
La sélection américaine est championne du monde en titre à l'arrivée à sa tête d'Andonovski. Il entame les Jeux olympiques de Tokyo après avoir remporté deux fois la Coupe SheBelieves et alors qu'il n'a toujours pas connu de défaite depuis son arrivée. Malheureusement les États-Unis butent sur le Canada en demi-finale et ne repartent qu'avec la médaille de bronze, après un tournoi où l'équipe n'a pas convaincu dans le jeu. À la coupe du monde 2023, l'USWNT est éliminée dès les huitièmes de finale par la Suède. Andonovski démissionne de son poste.

## Palmarès
Comets du Missouri Comets
- MISL (1) : 2013-2014

 FC Kansas City
- NWSL Championship (2) : 2014, 2015

 États-Unis
- Coupe SheBelieves (2) : 2020, 2021